# Interstate 95 (New Jersey)
Cet article traite d'une section intra-État de l'autoroute. Pour l'article traitant de l’autoroute au complet, référez-vous à Interstate 95.
L'interstate 95 au New Jersey constitue un segment de l'interstate 95, la principale autoroute inter-États de la côte est des États-Unis. Longue de plus de 3 000 kilomètres, elle relie les agglomérations de Miami, Jacksonville, Washington, Baltimore, Philadelphie, New York et Boston.
Dans sa section au New Jersey, elle suit essentiellement le New Jersey Turnpike. Elle est l'autoroute la plus empruntée de l'État, et constitue également l'épine dorsale du réseau routier du New Jersey, en reliant la grande région de Philadelphie à la grande région de New York. Elle est également la sixième autoroute la plus empruntée au pays sur sa section sur le New Jersey Turnpike. De plus, alors qu'elle passe dans les banlieues de la ville de New York du côté du New Jersey, elle est le principal accès à l'aéroport international Newark Liberty depuis le reste du New Jersey, et connecte cette région très urbanisée au pont George-Washington à Fort Lee vers la ville et l'État de New York. Au total, elle mesure un peu moins de 90 miles, et est extrêmement empruntée.

## Description du tracé

### Approche du New Jersey Turnpike

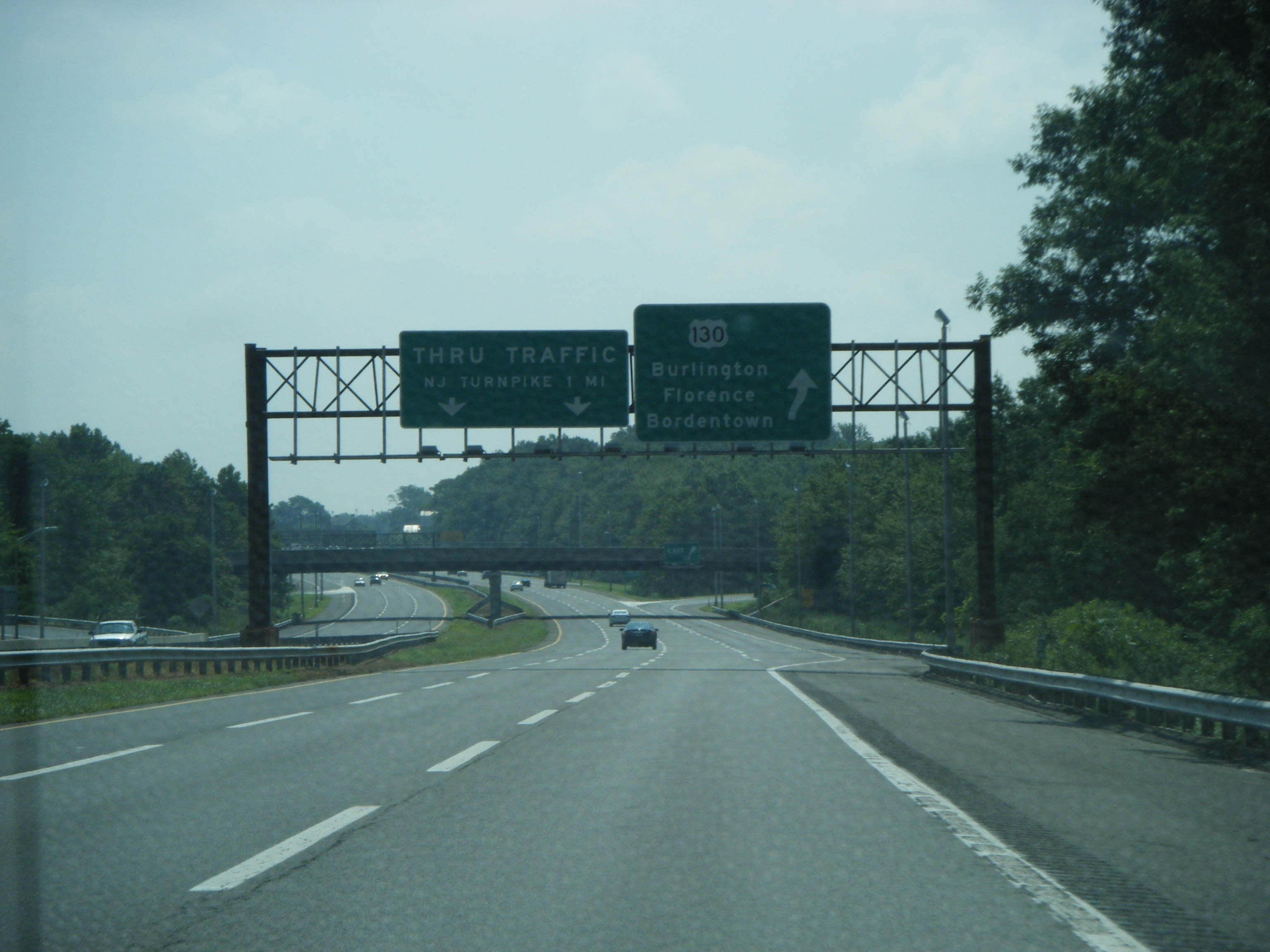
Une vue vers l'est du la Pennsylvania Extension (aussi appelée Pearl Harbor Memorial Extension), à son échangeur avec la U.S. Route 130, à un mile de son échangeur avec le New Jersey Turnpike.

La section de l'Interstate 95 au New Jersey commence à la frontière avec la Pennsylvanie, soit à nouveau au-dessus du fleuve Delaware. Elle est la suite du Pennsylvania Turnpike (officiellement l'Interstate 276), en provenance de Harrisburg notamment, et de l'interstate 95 en Pennsylvanie, reliant à Philadelphie. Tout de suite après le pont, elle passe dans la région un peu moins urbanisée au nord de Burlington, puis possède un échangeur avec la U.S. Route 130 (sortie 6A), puis continue de se diriger vers l'est. Tout de suite après la sortie 6A, un poste de péage est présent, alors qu'elle approche du New Jersey Turnpike, qui est une autoroute à péage. Peu après le poste de péage (moins d'un mile), elle croise le New Jersey Turnpike, qui se dirige vers le sud vers le Delaware ou Camden. L'Interstate 95 suit le New Jersey à Turnpike vers le nord (vers New York), soit vers la gauche direction nord, et à droite direction sud (vers le PA Turnpike).

### New Jersey Turnpike

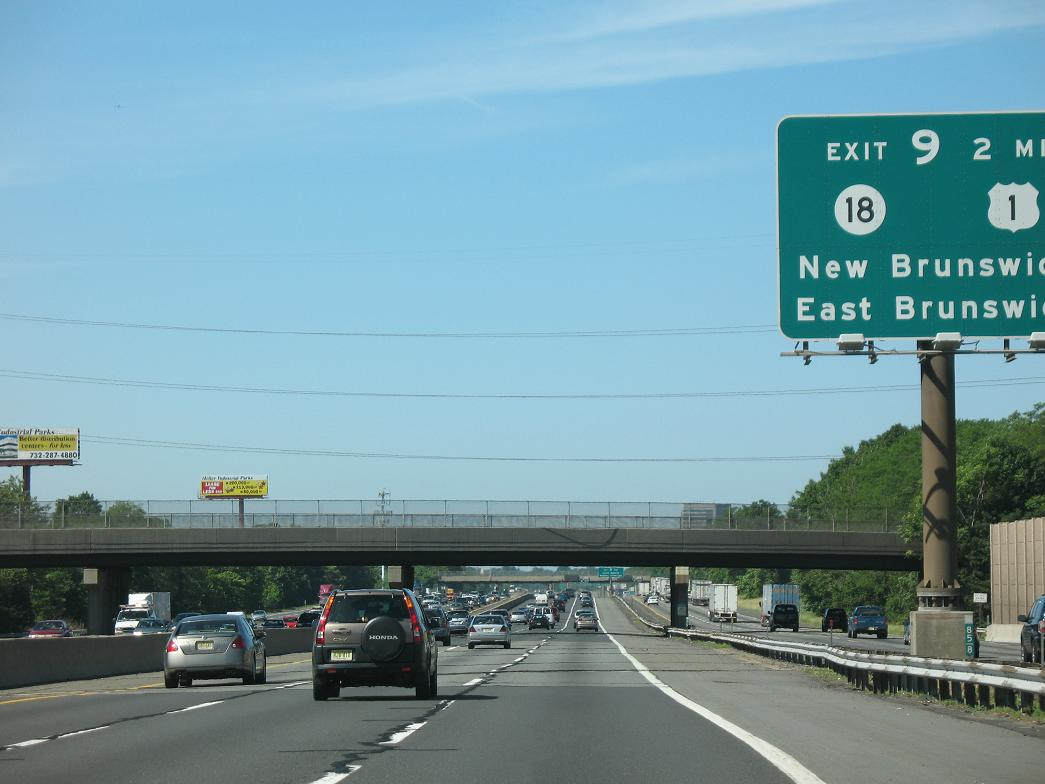
Le New Jersey Turnpike vers le nord à l'approche de la sortie 9 avec la route 18 du New Jersey, vers New Brunswick (NJ).

La section principale de la East Coast Freeway sur le New Jersey Turnpike est la plus longue et la plus achalandée dans son parcours du New Jersey.
Une fois arrivée sur le New Jersey Turnpike (NJT), elle se dirige vers le nord-est en possédant 6 voies (configuration 3-3), puis possède un échangeur avec la U.S. Route 206. Tous les échangeurs de la section sur le New Jersey Turnpike sont en forme d'un double échangeur Trumpet, avec un poste de péage au centre, excepté quelques exceptions. De plus, les numéros de sorties augmentent de façon séquentielle (6, 7, 8, etc.), et non en fonction du millage depuis le début de la route dans l'état.
Après son échangeur avec la U.S. Route 206 (sortie 7), elle 7 miles sans sorties, alors qu'elle passe au sud de Yardville et au nord d'Allentown, en plus de posséder une aire de service au sud de la sortie 7A. La sortie 7A relie le NJT à l'interstate 195, qui permet l'accès à Belmar vers l'est, ou Trenton vers l'ouest. D'ailleurs, le chemin à suivre de la fin de l'I-95 à Trenton pour rejoindre la section du NJT de l'Interstate 95 arrive à la sortie 7A. Après l'échangeur, elle continue de se diriger vers le nord-est, avec un débit de trafic plus important. 7 miles séparent à nouveau la sortie 7A de la sortie 8, alors qu'elle passe à l'est de Windsor. La sortie 8 mène vers la route 133 du New Jersey ainsi qu'à la route 33, soit vers Twin Rivers, Hightstown ou Princeton. Cet échangeur a été reconstruit il y a peu de temps, favorisant l'accès à la route 133, autoroute de contournement nord de Hightstown, alors que l'ancien échangeur connectait à la route 33 seulement.
Lors de ces 6 prochains miles vers le nord-nord-est, elle passe à l'est de Cranbury et à l'ouest de Rossmoor, la sortie 8A connectant à la route 32 vers Jamesburg ou Dayton. Ensuite, 10 miles séparent la sortie 8A de la sortie 9, avec la Route 18, vers New Brunswick (NJ) ou Long Branch. C'est après cet échangeur qu'elle passe dans une configuration 3-3-3-3 (12 voies au total), alors qu'elle s'approche de la grande aire urbaine de New York. 5 miles au nord de la sortie 9, elle possède un imposant échangeur avec l'Interstate 287, l'autoroute de contournement ouest du Grand New York, ainsi qu'avec la route 440 du New Jersey, vers Staten Island, Perth Amboy, ou Morristown vers l'ouest. À partir de la sortie 10, l'Interstate 95 est officiellement dans la grande aire urbaine de New York.
Par la suite, elle contourne par le nord-ouest la ville de Valentine, puis continue vers l'est. 2 miles séparent la sortie 10 de la sortie 11, qui mène entre autres vers la Garden State Parkway, l'autre autoroute à péage majeure du New Jersey, qui relie le grand New York à Cape May. L'I-95 courbe ensuite vers le nord-est en passant au sud-est de Woodbridge, en possédant une section de 10 miles sans sorties. Elle passe par la suite dans Carteret, où elle possède la sortie 12, qui relie le NJT à Rahway. Elle traverse par la suite la rivière Rahway, puis passe dans Linden. Plus au nord-est, elle croise l'Interstate 278 à la hauteur de la sortie 13, qui permet l'accès à Elizabeth et à Staten Island via le pont Goethals, et mène aussi vers Brooklyn. D'ailleurs, le pont vers Staten Island est à péage, et à partir de cet échangeur, le taux de trafic devient soudainement beaucoup plus élevé, non seulement à cause d'approche du NJT du centre-ville de New York, mais aussi à cause de l'approche de l'aéroport international de Newark-Liberty de New York.
alors qu'elle continue de traverser Elizabeth dans une orientation nord-est, elle possède un échangeur avec la route 81 du New Jersey, une section autoroutière qui mène vers les U.S. Route 1 et U.S. Route 9,  mais aussi vers l'aéroport de Newark. Pour les prochains miles, elle suit la frontière est des pistes de l'aéroport, sur plus de 5 miles, alors qu'elle ne possède aucune courbe. Les pistes d'atterrissage et de décollage sont d'ailleurs, par la majorité d'entre elles, parallèles au NJT. 
La sortie 14 de l'Interstate 95, au nord-est du territoire de l'aéroport, est un échangeur extrêmement complexe et vaste, englobant les U.S. Routes 1 et 9, la Pulaski Skyway, et l'Interstate 78. D'ailleurs, la section de l'I-78 à l'est de l'échangeur est considéré comme une extension au Turnpike, et possède le nom de Newark Bay Bridge Extension, et mène vers Jersey City, le Tunnel Holland, et le sud de Manhattan. Alors que l'I-95 entre dans le territoire de Newark, elle continue de se diriger vers le nord-est, en possédant la sortie 15E qui mène uniquement vers la Pulaski Skyway et le centre de Newark. Elle traverse ensuite la rivière Passaic, puis un peu moins d'un mile plus loin, elle se sépare littéralement en deux, le Western Spur à l'ouest, et le Eastern Spur à l'est. Les deux sections font partie du NJT, en plus de faire partie de l'Interstate 95, qui ne se sépare pas en 95W et en 95E, comme l'Interstate 35 à Dallas, car les deux sections sont très courtes. Le Western Spur suit la rive nord de la rivière Hackensack, en possédant la sortie 16W vers la route 3 du New Jersey, tandis que le Eastern Spur traverse Secaucus, en possédant les sorties 15X, 16E et 17, vers la route 495 du New Jersey et le Lincoln Tunnel notamment. Les deux sections se rejoignent à Ridgefield, alors que la section à péage du NJT prend fin. La sortie 18 mène vers la U.S. Route 46, vers Fort Lee ou Hackensack. Environ 1 mile plus au nord, elle croise l'Interstate 80, ce qui signifie la fin du New Jersey Turnpike et la fin de la section à péage. Ce point est d'ailleurs le terminus est de l'Interstate 80, qui part de San Francisco, en Californie, et qui est la deuxième plus longue autoroute inter-États des États-Unis.

### L'approche du pont George-Washington

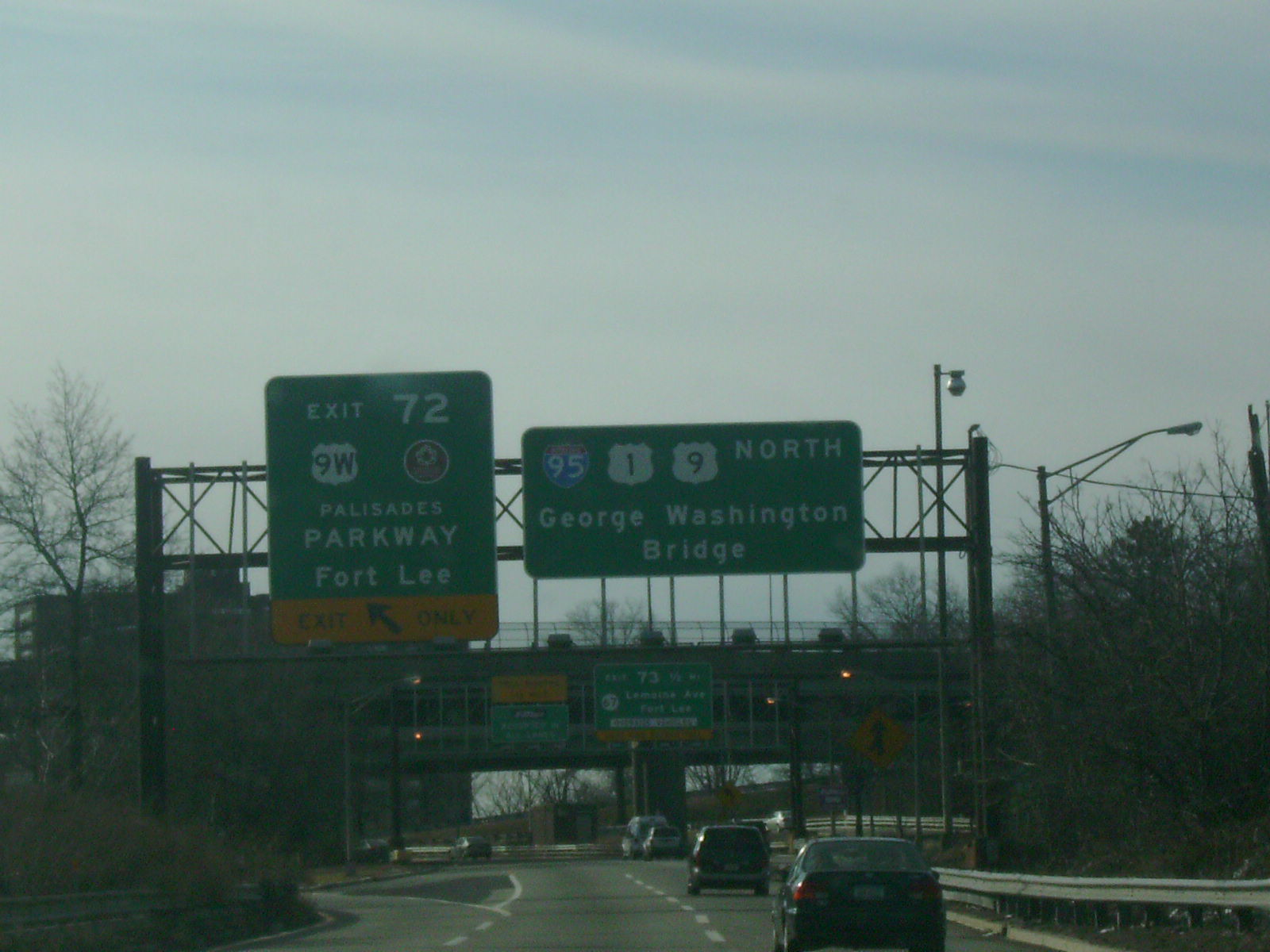
L'interstate 95 vers le nord (voies extérieures), à la hauteur de Fort Lee, à son échangeur avec la Palisades Interstate Parkway (sortie 72). Le pont George-Washington est situé un mile et demi passé cet échangeur.

Une fois l'Interstate 95 passée l'I-80 au nord, elle possède désormais les numéros de sorties de la suite de l'Interstate 80, non-séquentiels. Alors qu'elle passe dans le parc Overpeck Co, elle courbe vers le sud (courbe à plus de 180°), alors qu'elle possède un réseau de voies express et collecteurs, alors qu'elle s'approche du pont George-Washington. Elle croise la route 4 du New Jersey, puis passe au nord de Fort Lee, alors qu'elle possède un vaste échangeur avec la Palisades Interstate Parkway, la U.S. Route 9W, et quelques rues de Fort Lee. Le poste de péage du pont George-Washington est très souvent congestionné malgré le nombre impressionnant de stations de péage. Elle traverse finalement le fleuve Hudson sur le pont George-Washington, où elle possède deux niveaux ; un niveau haut (Upper Level), et un niveau bas (Lower Level). Au centre de la rivière, elle traverse la frontière New Jersey-New York, alors qu'elle devient la Cross Bronx Expressway sur l'île de Manhattan.

## Historique

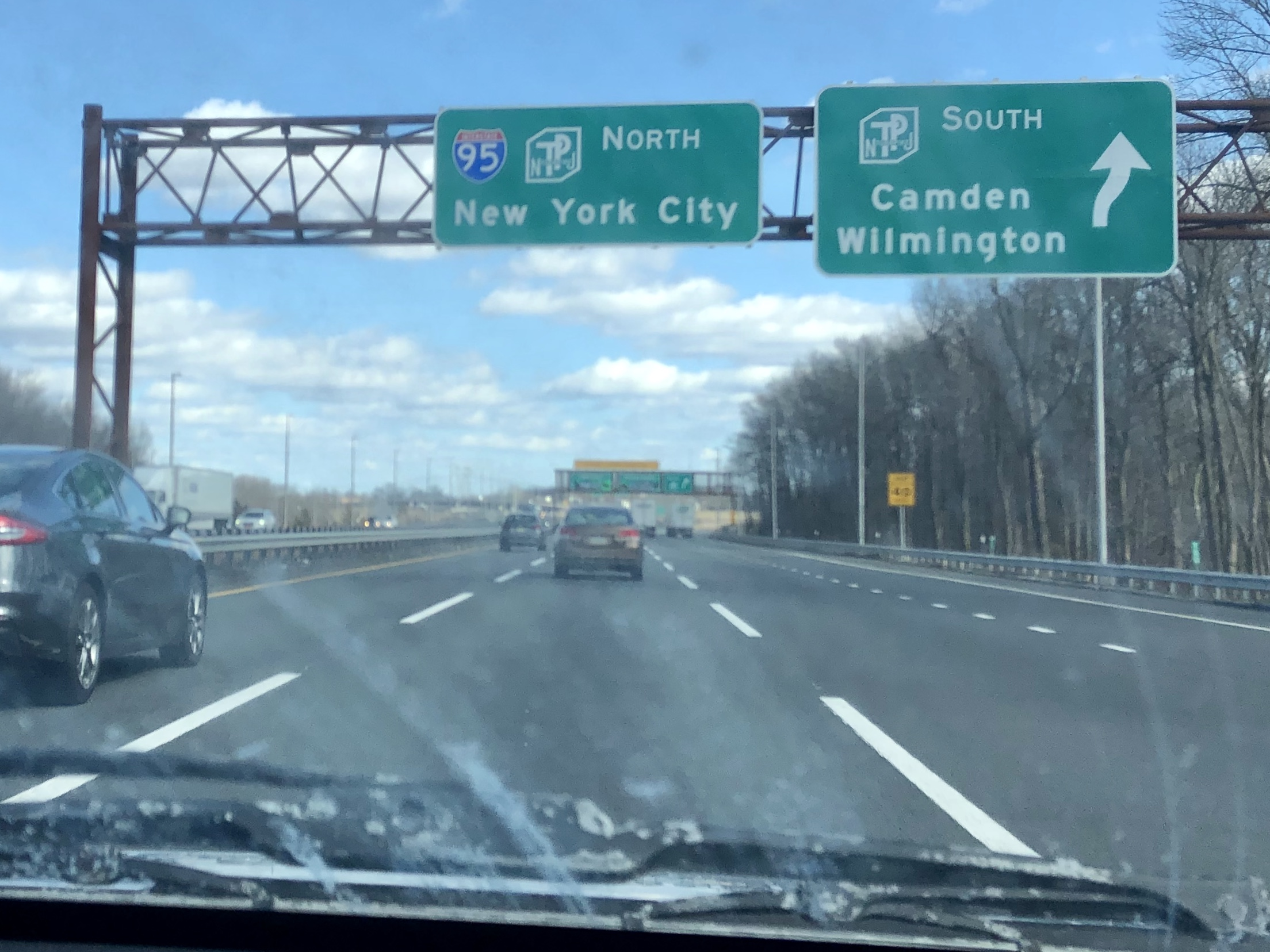
L'interstate 95 direction nord, à la jonction avec le New Jersey Turnpike, 3 miles à l'est de la frontière avec la Pennsylvanie.

L'ancienne  I-95 et l'interstate 295 autour la partie nord de Trenton fut premièrement numérotée la route 39, une route qui devait relier le pont Yardley-Wilburtha jusqu'au sud, vers Hammonton, en passant autour de Trenton,. 7 États du Nord-Est des États-Unis, de la Virginie au Massachusetts en incluant le New Jersey, proposèrent une autoroute à accès limité en 1942, qui porterait le nom de 7-States Highway, mais elle ne fut jamais construite. Le Département des transports du New Jersey a proposé une aide fédérale à l'Interstate route 103 en 1956, et cela fut approuvé en 1957, par le BPR (Bureau of Public Roads). Durant ce temps, le New Jersey Turnpike (route principale et l'extension vers la Pennsylvanie) ainsi que le pont George-Washington étaient achevés ; la U.S. Route 46 connectait le terminus nord du NJT au pont, via Fort Lee,,. Le BPR approuva l'alignement proposé au nord de Trenton, qui aurait été construit dans un axe nord-est / sud-ouest jusqu'à l'actuelle sortie 9 du NJT (avec la route 18). De ce point, elle aurait suivi le NJT jusqu'à son terminus nord (actuelle sortie 18) et une autoroute proposée vers l'Interstate 80, autrefois planifiée, pour bifurquer vers l'est jusqu'au pont George-Washington. La route fut désignée en tant que l'Interstate 95 en 1958.
Dans les années 1960, l'approche du pont George-Washington fut achevée, connectant avec l'I-80 à Teaneck. La portion de l'I-95 située au nord du NJT (entre l'actuelle sortie 18 et l'I-80) fut ouverte à la circulation en 1971.

### LaSomerset Freeway
La localisation de l'I-95 dans l'aire urbaine de Trenton n'était pas complétée quand la route fut désignée. Le BPR préférait utiliser la Trenton Freeway (U.S. Route 1 et la route 174 du New Jersey), qui était alors complétée jusqu'à la Whitehead Road, mais le New Jersey et la Pennsylvanie ont proposé d'utiliser le pont Scudder Falls et son approche (la route 129), ouverte en 1961 jusqu'à la Scotch Road (sortie 3). Comme résultat, l'I-95 emprunta le pont Scudder Falls, à l'ouest de Trenton,. L'approche du pont fut élargie en 1974, au nord-est jusqu'à l'échangeur proposé avec la nouvelle autoroute de l'I-95, et vers l'est jusqu'à la U.S. Route 1 et à l'Interstate 295.
De la boucle I-95/I-295 autour de Trenton, l'alignement de l'Interstate 95 au New Jersey, était de dévier entre les sorties 4 et 7 (route 31 et Federal City Road) dans le comté de Hopewell. Ensuite, l'autoroute aurait intersecté la route de comté 546 et la U.S. Route 206 avant de venir jusqu'à l'Interstate 287 dans le comté de Piscataway. Il y devait aussi y avoir un petit connecteur entre l'Interstate 287 vers le nord et l'Interstate 95 vers le sud, qui aurait été nommé l'Interstate 695. Toutefois, lorsque les plans changèrent pour construire un échangeur à 3 directions complet avec l'Interstate 287, l'Interstate 695 perdit son titre alors que l'Interstate 95 l'aurait tout simplement remplacée,.
À ce point, l'autoroute aurait continué vers le nord-est pour passer dans les parties ouest de Elizabeth et Newark, puis pour finir sur le NJT à Ridgefield, mais il fut alors décidé de faire passer l'Interstate 95 le long du New Jersey Turnpike,.
L'autre route, la Somerset Freeway, était supposée finir dans le comté de Piscataway sur l'Interstate 287 jusqu'à ce qu'elle croise le New Jersey Turnpike dans le comté d'Edison. Autant l'Interstate 695 et la Somerset Freeway auraient coûté plus de 55 millions $ en 1967, alors que le coût grimpa à 375 millions $ en 1979,. À ce point, les habitants du Comté de Hopewell, Princeton et du comté de Montgomery se sont opposés au projet, qui pourrait freiner le développement agricole de la région. L'Autorité du New Jersey Turnpike suivit les opposants quant à la Somerset Freeway, comme elle serait une alternative sans péage au New Jersey Turnpike,. Dû à cette opposition, le gouverneur du New Jersey Brendan Byrne annonça en 1980 que l'État ne construira pas la Somerset Freeway. Le sénat des États-Unis a officiellement annulé le projet de la Somerset Freeway en 1983. Les résultats de cette annulation furent un don de 246 millions $ au New Jersey pour les projets routiers de la région où la Somerset Freeway devait être construite.
Le NJDOT (New Jersey Department Of Transportation) transféra la section de l'Interstate 95 entre la portion nord du New Jersey Turnpike au pont George-Washington à l'Autorité du New Jersey Turnpike (NJTA) en 1992 pour balancer les budgets de l'État, en plus de l'incorporer au tracé du NJT.
En 1995, la hausse du trafic de camions sur la U.S. Route 206 ainsi que sur la route 31 du New Jersey (connectant Trenton à l'I-287) motiva les officiers du comté de Mercer pour que l'État reconsidère la construction de la Somerset Freeway pour alléger le débit du trafic sur les routes environnantes. Cette option fut rejetée dû au coût exorbitant de 700 millions $. Également durant ce temps, l'Interstate 95 fut étendue vers l'est (jusqu'à l'I-295) dans le comté de Lawrence, autour de l'endroit où la Somerset Freeway devait débuter. De plus, la route fut allongée sur la Pennsylvania Extension du NJT, jusqu'au pont au-dessus du fleuve Delaware.

### Parachèvement de l'interstate 95
En 2018, la connexion entre l'interstate 95 en Pennsylvanie et le New Jersey Turnpike a été complétée par la construction d'un échangeur du côté de la Pennsylvanie. Du coup, la section de Trenton de l'interstate 95 fût éliminée, essentiellement remplacée par l’interstate 295.

## Disposition des voies

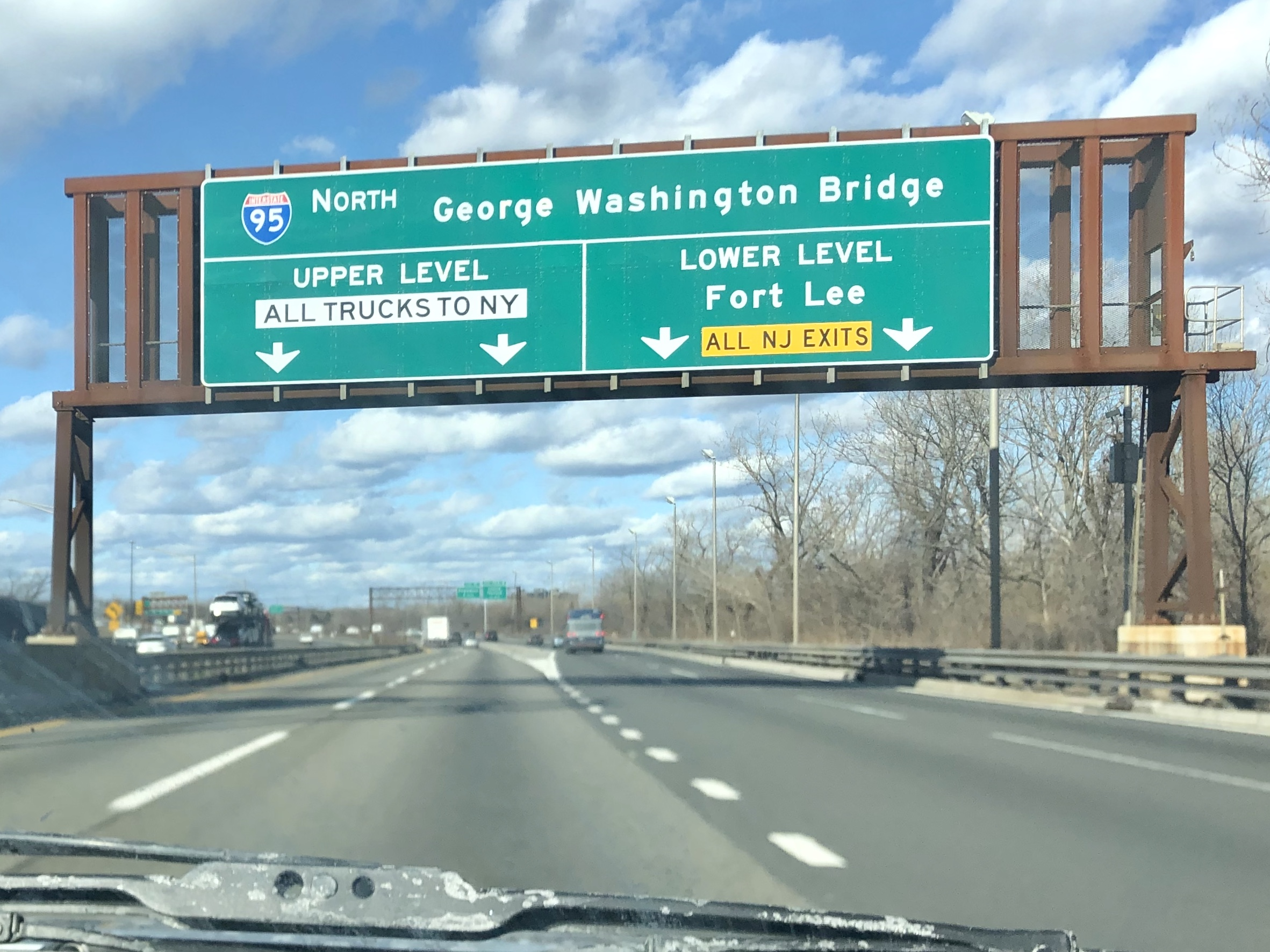
Le New Jersey Turnpike direction nord, à Teaneck, près de la jonction avec l'Interstate 80. L'approche du pont George Washington débute à cet endroit.

Depuis le Pennsylvania Turnpike (Interstate 276), elle arrive au new Jersey selon une configuration 2-2, puis devient tout de suite après à 6 voies (3-3). Elle reste selon cette configuration sur le reste de la Pennsylvania Extension, puis à son échangeur avec le NJT, 2 voies continue vers le nord (New York, I-95 nord), et cela va de même direction sud (Penn. Ext. vers I-276 ouest). Entre les sorties 6 et 8A, à Rossmoor, elle possède 6 voies (6-6), les voies supplémentaires étant en ce moment en construction. Après la sortie 8A, et ce jusqu'à l'aire de service Joyce Kilmer, elle possède 11 voies (2-3-3-3), alors que les voies au centre de l'autoroute sont réservées au automobilistes seulement, tandis que les voies extérieures sont allouées à la fois au automobilistes et aux camionneurs. Elle maintient cette configuration des voies jusqu'à Newark.

Après l'aire de service Joyce Kilmer, elle est réduite pour un court moment à 10 voies (2-3-3-2), car à partir de la sortie 9, elle augmente à 12 voies (3-3-3-3), alors qu'elle approche de la région de New York. Entre les sorties 9 et 11, elle maintient cette alignement, puis elle augmente à 14 voies (4-3-3-4), et ce, jusqu'à la sortie 14, au nord-est de l'aéroport de Newark Liberty. Entre la sortie 14 et la séparation du Turnpike en 2 branches (Western et Eastern Spur), elle possède plus de 18 voies (3-3-3-3-3-3), car elle contient les 4 sections originales plus 2 sections menant vers le Western Spur, et ces 18 voies sont le sommet du nombre de voies sur l'I-95 dans l'état. 
À la fois pour le Western et le Eastern Spur, elles possèdent chacune 6 voies (3-3), puis à leur jonction au sud de la sortie 18, elle possède 12 voies (3-3-2-2-2), alors que 3 sections de voies mènent vers le pont George-Washington, et 2 voies, vers l'Interstate 80 ouest.
La section de l'I-95 à l'approche du pont est similaire à celle du NJT, car elle possède 4 sections de voies en possédant 10 voies (3-2-2-3), les voies centrales menant uniquement vers l'I-80 vers le sud ou vers le pont vers le nord, et les voies extérieures mènent vers ces destinations mais aussi vers Fort Lee. Sur le pont George-Washington, elle possède 8 voies par niveaux (4-4 en haut, 4-4 en bas), pour un grand total de 16 voies alors qu'elle quitte le à New Jersey.

## Autoroutes auxiliaires
Dans l'État du New Jersey, l'Interstate 95 possède deux autoroutes alternatives:
- L'interstate 195 relie le secteur de Trenton à la côte Atlantique, aux secteurs de Belmar, Neptune City et Long Branch.
- L'interstate 295 suit quant à elle la portion sud de l'agglomération du grand Philadelphie, en passant sur le Delaware Memorial Bridge, en suivant de près le tracé du NJT au sud de la section de l'I-95, et contourne Trenton par le nord pour continuer en Pennsylvanie.

## Péages
2 sections de péages sont présents sur l'Interstate 95 au à New Jersey, soit la section du New Jersey Turnpike (en plus de la Pennsylvania Extension) et l'I-95 nord vers le pont George-Washington. La section de Trenton est, quant à elle, sans péage.

### New Jersey Turnpike

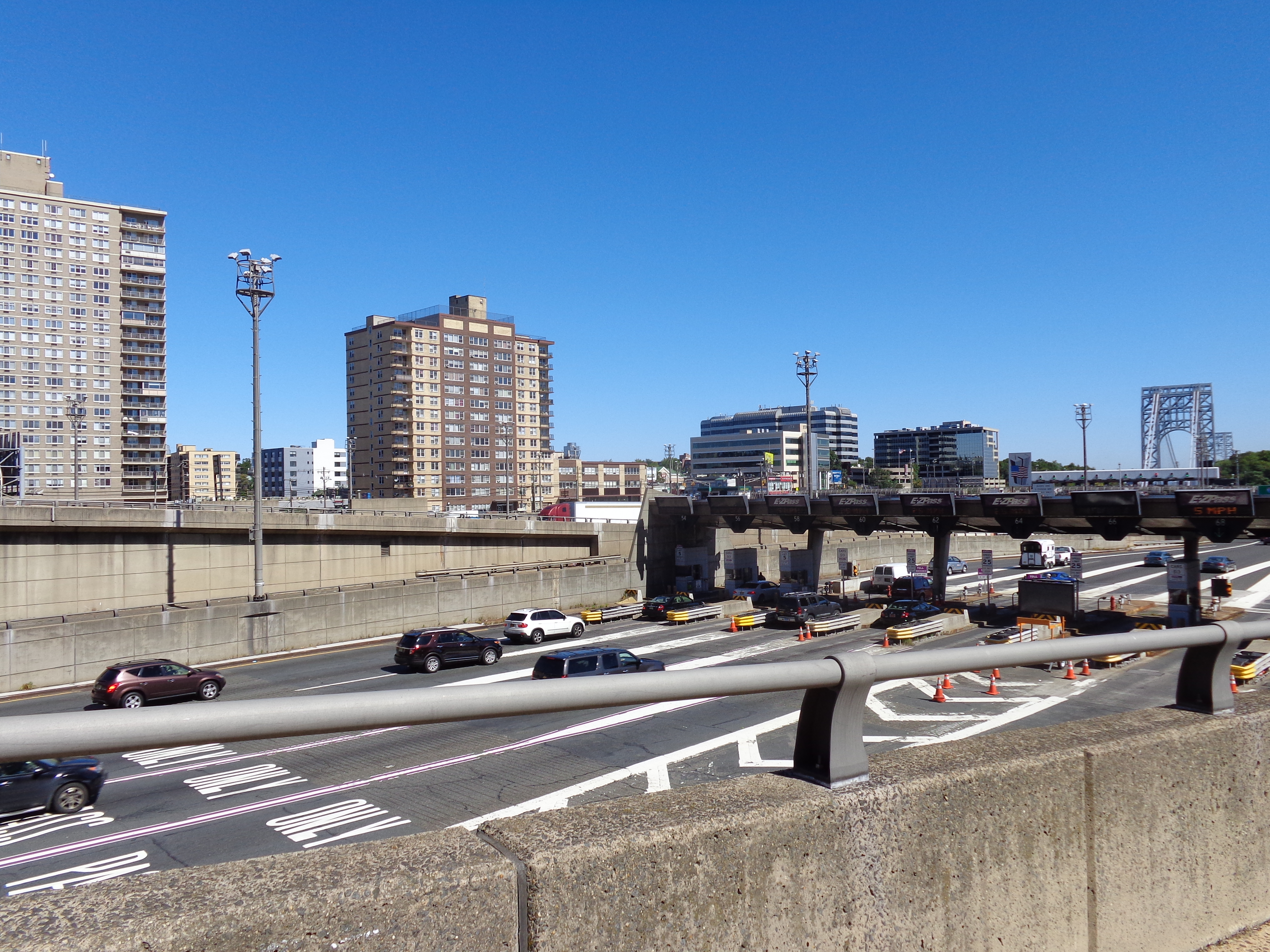
Le poste de péage des voies extérieures avant le pont George-Washington.

La section du Pennsylvania Extension est à péage, alors que le poste de péage est situé à mi-chemin entre le pont au-dessus du fleuve Delaware et le NJT. Elle possède 7 postes de péages en direction est, 5 postes en direction ouest, en plus de posséder 2 voies (1 par direction) pour les EZ PASS.
Tout le New Jersey Turnpike est à péage, et à chaque sortie (de 6 à 18E pour l'I-95), des postes de péages sont présents. Les grands postes de péage situés sur le NJT (au nord de Newark), le poste de péage situé sur le Eastern Spur contient 11 postes direction sud, et 15 postes en direction nos. Quant au Western Spur, elle possède 4 postes direction sud, 8 direction nord, et 4 voies (2-2) vers les deux directions. Pour ce qui est du pont George-Washington, seulement à péage en direction nord, il possède 22 postes (11 pour le Upper Level, 11 pour le Lower Level).

## Aires de service
Aucune aire de service n'est présente sur la section de l'I-95 au nord de Trenton. Toutefois, la situation est tout autre sur le New Jersey Turnpike.
| Aires de service le long de la section du New Jersey Turnpike sur l'I-95 | Aires de service le long de la section du New Jersey Turnpike sur l'I-95 | Aires de service le long de la section du New Jersey Turnpike sur l'I-95 | Aires de service le long de la section du New Jersey Turnpike sur l'I-95                        | Aires de service le long de la section du New Jersey Turnpike sur l'I-95     |
| Ville                                                                    | Direction                                                                | Nom                                                                      | Commerces et installations présents                                                             | Situation                                                                    |
| ------------------------------------------------------------------------ | ------------------------------------------------------------------------ | ------------------------------------------------------------------------ | ----------------------------------------------------------------------------------------------- | ---------------------------------------------------------------------------- |
| Yardville                                                                | nord                                                                     | Woodrow Wilson                                                           | Roy Rogers, Pizza Hut, PNC Bank ATM, Starbucks, Gas Sunoco                                      | entre la sortie 7 et 7A, plus près de la sortie 7A                           |
| Yardville                                                                | sud                                                                      | Richard Stockton                                                         | Burger King, Roy Rogers, PNC Bank ATM, Starbucks, Pizza Hut, Sunoco Gas,                        | entre la sortie 7 et 7A, plus près de la sortie 7A                           |
| Cranbury                                                                 | nord et sud                                                              | Molly Pitcher                                                            | Starbucks, Roy Rogers, Deep Blue Wifi Hotspot, Ginnabon, Gas Sunoco, Z Market                   | mi-chemin entre la sortie 8 et la sortie 8A                                  |
| East Brunswick                                                           | nord                                                                     | Joyce Kilmer                                                             | Burger King, Starbucks, Travel Mart, Gas Sunoco, Sbarro, Cookies & Creamery Hershey's Ice Cream | mi-chemin entre la sortie 8A et la sortie 9                                  |
| Woodbridge                                                               | nord                                                                     | Grover Cleveland                                                         | Roy Rogers, Nathan's, Travel Mart, Starbucks, Hershey's Ice Cream, Gas Sunoco                   | Mi-chemin entre la sortie 11 et la sortie 12                                 |
| Woodbridge                                                               | sud                                                                      | Thomas E. Edison                                                         | Burger King, Starbucks, Popeyes                                                                 | Mi-chemin entre la sortie 11 et la sortie 12                                 |
| Secaucus                                                                 | sud                                                                      | Alexander Hamilton                                                       | Roy Rogers, Travel Mart, Gas Sunoco                                                             | entre la sortie 15X et la sortie 16E du côté sud de l'Eastern Spur seulement |
| Ridgefield                                                               | nord et sud                                                              | Vince Lombardi                                                           | Popeyes, Burger King, Nathan's, Auntie Ame's, Gas Sunoco, Ginnabon                              | situé au sud de la jonction des 2 spurs; accessible depuis tout le Turnpike  |

## Liste des échangeurs
| Liste des échangeurs de l'Interstate 95 au New Jersey                                | Liste des échangeurs de l'Interstate 95 au New Jersey | Liste des échangeurs de l'Interstate 95 au New Jersey | Liste des échangeurs de l'Interstate 95 au New Jersey | Liste des échangeurs de l'Interstate 95 au New Jersey | Liste des échangeurs de l'Interstate 95 au New Jersey |
| Emplacement                                                                          | Mile                                                  | km                                                    | # | Intersection / Destinations | Notes |
| ------------------------------------------------------------------------------------ | ----------------------------------------------------- | ----------------------------------------------------- | --- | --- | --- |
| Fleuve DelawareFrontière Pennsylvanie-New Jersey                                     | 0,00                                                  | 0,00                                                  | I-95 sud vers I-276 ouest (Pennsylvania Turnpike), Bristol (PA), Harrisburg (PA), Pittsburgh (PA) | I-95 sud vers I-276 ouest (Pennsylvania Turnpike), Bristol (PA), Harrisburg (PA), Pittsburgh (PA) | Extrémité sud de l'I-95 au New Jersey; Extrémité est du Pennsylvania Turnpike; Début de la connexion au New Jersey Turnpike |
| Florence                                                                             | 2,61                                                  | 4,20                                                  | – | US 130, Burlington, Florence, Willingboro, Edgewater Park, Bordentown | officiellement la sortie 6A (suite de la sortie 6 du NJT); vers le péage direction nord |
| Florence                                                                             | 3,17                                                  | 5,10                                                  | Poste de péage du New Jersey Turnpike direction nord (sortie 6), et celui du Pennsylvania Turnpike direction sud | Poste de péage du New Jersey Turnpike direction nord (sortie 6), et celui du Pennsylvania Turnpike direction sud | Poste de péage du New Jersey Turnpike direction nord (sortie 6), et celui du Pennsylvania Turnpike direction sud |
| Mansfield                                                                            | 5,33–6,50                                             | 8,58–10,46                                            | 6 | New Jersey Turnpike sud, Camden, Atlantic City, Wilmington (DE), Baltimore (MD) | extrémité sud du multiplex avec le New Jersey Turnpike (jusqu'à Ridgefield Park/Fort Lee); sortie 6 direction sud seulement |
| Mansfield                                                                            | 6,50                                                  | 10,46                                                 | Séparation du New Jersey Turnpike en 4 sections de voies distinctes; les voies centrales, pour les automobiles seulement, et les voies extérieures, pour les automobiles et camions. Vice-versa direction sud (jonction au lieu d'une séparation)                                                                               | Séparation du New Jersey Turnpike en 4 sections de voies distinctes; les voies centrales, pour les automobiles seulement, et les voies extérieures, pour les automobiles et camions. Vice-versa direction sud (jonction au lieu d'une séparation)                                                                               | Séparation du New Jersey Turnpike en 4 sections de voies distinctes; les voies centrales, pour les automobiles seulement, et les voies extérieures, pour les automobiles et camions. Vice-versa direction sud (jonction au lieu d'une séparation)                                                                               |
| Bordentown                                                                           | 7,95                                                  | 12,79                                                 | 7 | US 206, Columbus, Fort Dix | |
| Robbinsville                                                                         | 15,15                                                 | 24,38                                                 | 7A | I-195, Trenton, Hamilton, Neptune, Long Branch | échangeur reconstruit dans les dernières années pour faciliter l'accès de l'I-195 vers le NJT nord |
| Hightstown                                                                           | 22,12                                                 | 35,60                                                 | 8 | NJ-133 ouest, vers NJ-33, Hightstown, Freehold, Princeton, East Windsor | échangeur reconstruit dans les dernières années pour faciliter l'accès à la route 133 |
| Rossmoor                                                                             | 28,51                                                 | 45,88                                                 | 8A | NJ-32 ouest, route de comté 612 est vers route de comté 535, South Brunswick, Dayton, Jamesburg, Cranbury, Monroe | |
| East Brunswick                                                                       | 38,07                                                 | 61,27                                                 | 9 | NJ-18, route de comté 527 vers US 1 et US 9, New Brunswick (NJ), South River, Edison | |
| Edison                                                                               | 42,73                                                 | 68,77                                                 | 10 | I-287 nord, NJ-440 est, route de comté 514, Perth Amboy, Staten Island (vers l'est), Metuchen, Somerville, Morristown (vers l'ouest); vers I-78 ouest, Allentown (PA); vers l'I-87 nord, Albany (NY) | autoroute de contournement ouest du grand New York; échangeur complexe; arrivée dans le grand New York |
| Woodbridge                                                                           | 45,65                                                 | 73,47                                                 | 11 | Garden State Parkway, vers US 9, Paterson, Orange, Atlantic City, Cape May | |
| Carteret                                                                             | 50,53                                                 | 86,50                                                 | 12 | Route de comté 602, Carteret, Rahway, Port Reading | |
| Elizabeth                                                                            | 53,75                                                 | 86,50                                                 | 13 | I-278, vers NJ-439 ouest et US 1-9, Pont Goethals, Staten Island, Pont Verrazano-Narrows, Brooklyn, Elizabeth centre | pont à péage vers l'est |
| Elizabeth                                                                            | 56,33                                                 | 95,26                                                 | 13A | NJ-81 nord, Elizabeth, Aéroport international Newark Liberty (EWR), Newark | principal accès à l'aéroport depuis la direction nord |
| Newark                                                                               | 59,19                                                 | 95,26                                                 | 14 | I-78 est (Newark Bay Bridge, extension du Turnpike vers l'est), Jersey City, Tunnel Holland, NEW YORK CENTRE-VILLE (MANHATTAN) // I-78 ouest, vers US 1-9 et US 22 ouest, Allentown (PA), Union, Aéroport international Newark Liberty (New York (Newark–Liberty)), Orvington, Pulaski Skyway                                   | principal accès à l'aéroport direction sud; New York Centre-Ville vers direction nord (meilleur chemin) ; l'I-78 est à péage |
| Newark                                                                               | 61,10–61,30                                           | 98,33–98,65                                           | Les voies séparées pour automobiles et camions commencent direction sud (séparation); direction nord, séparation entre Eastern et Western Spur (fin des voies séparées direction nord). | Les voies séparées pour automobiles et camions commencent direction sud (séparation); direction nord, séparation entre Eastern et Western Spur (fin des voies séparées direction nord). | Les voies séparées pour automobiles et camions commencent direction sud (séparation); direction nord, séparation entre Eastern et Western Spur (fin des voies séparées direction nord). |
| Newark                                                                               | 61,52 (1,15)                                          | 99,01 (1,85)                                          | 15E | U.S. Route 1-9 Truck, vers route de comté 510 ouest, Newark centre-ville, Jersey City | échangeur complet sur le Eastern Spur; sortie sud et entrée nord sur le Western Spur seulement |
| Kearny                                                                               | 63,18 (3,08)                                          | 101,68 (4,96)                                         | 15W | I-280 ouest, Newark, Kearny, East Orange | échangeur complet sur le Western Spur; sortie nord et entrée sud sur le Eastern Spur Seulement; séparation W-E Spurs |
| Secaucus                                                                             | 63,50                                                 | 102,09                                                | 15X | Secaucus Junction, Seaview Drive, Secaucus | sortie sur le Eastern Spur |
| Secaucus                                                                             | 67,23                                                 | 108,20                                                | Poste de péage du NJT des sorties 16E et 18E (Pont George-Washington/Tunnel Lincoln), sur le Eastern Spur | Poste de péage du NJT des sorties 16E et 18E (Pont George-Washington/Tunnel Lincoln), sur le Eastern Spur | Poste de péage du NJT des sorties 16E et 18E (Pont George-Washington/Tunnel Lincoln), sur le Eastern Spur |
| Secaucus                                                                             | 67,70                                                 | 108,79                                                | 16E 16W 17 | NJ-495 est, Tunnel Lincoln, NEW YORK CENTRE-VILLE, Union City // NJ-3 ouest, Rutherford, Clifton, Secaucus, Paterson | sortie 16W sur le Western Spur, sortie 16E sur le Eastern Spur direction nord, et sortie 17 sur le Eastern Spur direction sud; NJ-495 à péage; vers Lincoln Tunnel; sorties présentes sur les deux spurs |
| Carlstadt                                                                            | (8,00–8,10)                                           | (12,87–13,04)                                         | Poste de péage du New Jersey Turnpike sur le Western Spur (sortie 18W), vers le pont George-Washington | Poste de péage du New Jersey Turnpike sur le Western Spur (sortie 18W), vers le pont George-Washington | Poste de péage du New Jersey Turnpike sur le Western Spur (sortie 18W), vers le pont George-Washington |
| Ridgefield Park                                                                      | 71,32 (11,03)                                         | 114,78 (17,75)                                        | Les deux spurs se reconnectent ensemble pour former une seule autoroute en direction nord; l'autoroute se sépare en Western Spur et Eastern Spur en direction sud. | Les deux spurs se reconnectent ensemble pour former une seule autoroute en direction nord; l'autoroute se sépare en Western Spur et Eastern Spur en direction sud. | Les deux spurs se reconnectent ensemble pour former une seule autoroute en direction nord; l'autoroute se sépare en Western Spur et Eastern Spur en direction sud. |
| Ridgefield Park                                                                      | 72,31                                                 | 116,37                                                | 18 68 | US 46, Ridgefield, Little Ferry, Garfield, Palisades Park | sortie numérotée en direction sud seulement ; extrémité nord officielle du New Jersey Turnpike, donc de son multiplex avec l'I-95, qui continue vers le pont George-Washington |
| Ridgefield Park                                                                      | 72,48                                                 | 116,65                                                | 68 | Challanger Road, Ridgefield Park, Bogota | sortie nord seulement; en direction sud, la sortie fait partie de l'échangeur avec la US 46; début des numéros de sorties comme la suite de l'I-80 (de 18 à 68), en discontinuité avec le NJT |
| Ridgefield Park                                                                      | ~73,00                                                | ~117,50                                               | En direction nord, l'autoroute se divise en deux sections distinctes, soit les voies intérieure (gauche) menant directement vers le pont George-Washington (Express Lanes) (Upper Level) ainsi que les voies extérieures (droite) menant vers les autres sorties et le Lower Level du pont; jonction de ces voies direction sud | En direction nord, l'autoroute se divise en deux sections distinctes, soit les voies intérieure (gauche) menant directement vers le pont George-Washington (Express Lanes) (Upper Level) ainsi que les voies extérieures (droite) menant vers les autres sorties et le Lower Level du pont; jonction de ces voies direction sud | En direction nord, l'autoroute se divise en deux sections distinctes, soit les voies intérieure (gauche) menant directement vers le pont George-Washington (Express Lanes) (Upper Level) ainsi que les voies extérieures (droite) menant vers les autres sorties et le Lower Level du pont; jonction de ces voies direction sud |
| Teaneck                                                                              | 73,59                                                 | 118,43                                                | 69 | I-80 ouest, vers GS Pkwy. et NJ-17 nord, Hackensack, Paramus, Paterson, Cleveland (OH) | extrémité est de l'Interstate 80 à cet échangeur, la deuxième plus longue autoroute inter-États du pays, qui débute à San Francisco, en Californie; numéro de sortie affiché seulement en direction sud |
| Teaneck                                                                              | 74,10                                                 | 119,25                                                | 70AB | Route de comté 56 (comté de Paterson), Leonia, Bogota, Fort Lee, Teaneck | numérotée 70A vers l'est (Leonia) et 70B vers l'ouest (Bogota, Teaneck) |
| Englewood                                                                            | 75,58                                                 | 121,63                                                | 71 | Broad Avenue, Leonia, Englewood, Tenafly | sortie nord et entrée sud seulement; la I-95 courbe vers l'est d'une manière prononcée, en conservant ses 4 sections de voies (voies intérieures express vers Upper Level, voies extérieures locales vers le Lower Level) |
| Fort Lee                                                                             | 76,20–76,53                                           | 122,60–123,16                                         | 72A | NJ-4 ouest vers NJ-17, Paramus, Fair Lawn, Mahwah | extrémité est de la NJ-4; sortie sud et entrée nord (vers pont) seulement |
| Fort Lee                                                                             | 76,62–76,66                                           | 123,31–123,37                                         | 72B | US 1-9 sud, US 46 ouest, Palisades Park, Ridgefield | extrémité sud du mutliplex avec la US 1-9 et l'US 46; sortie sud et entrée nord seulement (vers pont) |
| Fort Lee                                                                             | 77,02                                                 | 123,95                                                | 72 73-74 | US 9W nord vers la Palisades Interstate Parkway nord, Palisades // NJ-67 sud, Fort Lee centre | numérotée 73-74 direction sud; sortie nord et entrée sud seulement (Lower Level seulement) |
| Fort Lee                                                                             | 77,18                                                 | 124,21                                                | 73 | US 9W nord, NJ-67 sud (Lemoine Ave.), Center Avenue (Hudson Terrace), Fort Lee | sortie sud et entrée nord seulement (vers le pont) |
| Fort Lee                                                                             | ~77,20                                                | ~124,50                                               | Poste de péage du Pont George-Washington en direction est seulement, sur toutes les voies | Poste de péage du Pont George-Washington en direction est seulement, sur toutes les voies | Poste de péage du Pont George-Washington en direction est seulement, sur toutes les voies |
| Fort Lee                                                                             | 77,53                                                 | 124,77                                                | 74 | Palisades Interstate Parkway nord, New City // vers I-87 nord, Albany | sortie sud et entrée nord seulement (vers le pont), sur les voies intérieures seulement (Upper Level) |
|                                                                                      | 77,96                                                 | 125,46                                                | Pont George-Washington] au-dessus du fleuve Hudson | Pont George-Washington] au-dessus du fleuve Hudson | deux niveaux (Upper and Lower), pour un total de 24 voies sur le pont; multiplex de l'I-95 avec la US 1 et la US 9; à péage, direction est |
| New York (Manhattan)Frontière New Jersey-État de New York                            | 77,96                                                 | 125,46                                                | I-95 nord (Trans-Manhattan Expressway), US 1 nord et US 9 nord, New York (NY), New Haven (CT), Boston (MA) | I-95 nord (Trans-Manhattan Expressway), US 1 nord et US 9 nord, New York (NY), New Haven (CT), Boston (MA) | Frontière au milieu du fleuve Hudson ; extrémité nord de l'I-95 au New Jersey |
| Multiplex Échangeur incomplet Cours d'eau En Construction Péage Séparation des voies |                                                       |                                                       | | | |